# 赫羅比謝
47°59′44″N 25°2′16″E / 47.99556°N 25.03778°E
赫羅比謝（烏克蘭語：Гробище）是位於烏克蘭西南部的村莊，由切爾諾夫策州維日尼察區的普蒂拉市镇負責管轄。該村海拔高度808米，2001年該村落人口301，居民使用烏克蘭語。